# Bahate, Solone
Bahate (în ucraineană Багате) este localitatea de reședință a comunei Moprivske din raionul Solone, regiunea Dnipropetrovsk, Ucraina.

## Demografie
Componența lingvistică a localității Bahate
     Ucraineană (96,83%)
     Rusă (2,11%)
     Română (1,06%)
Conform recensământului din 2001, majoritatea populației localității Bahate era vorbitoare de ucraineană (96,83%), existând în minoritate și vorbitori de rusă (2,11%) și română (1,06%).